# 富山西インターチェンジ
富山西インターチェンジ（とやまにしインターチェンジ）は、富山県富山市境野新にある北陸自動車道のインターチェンジである。

## 概要
北陸自動車道の全線開通後、富山県内において初めて開設された開発インターチェンジで、建設費の半分を地方公共団体（富山市）と第三セクター（富山市が出資する「富山ウエスト開発株式会社」）が負担する開発インターチェンジ制度により開設された。

## 歴史
- 1990年（平成2年）7月26日 - 調査開始[6]。
- 1991年（平成3年）4月 - 新富山インターチェンジ建設の委員会が設置される[7]。
- 1992年（平成4年）
  - 4月8日 - 富山西インターチェンジを先行整備する方針を発表[8]。
  - 4月28日 - 「北陸自動車道富山西インターチェンジ建設期成同盟会」が発足[8]。
- 1995年（平成7年）12月6日 - 土地利用調査に着手[9]。
- 1996年（平成8年）12月27日 - 国土開発幹線自動車道建設審議会が富山西インターチェンジの建設を決定する[10]。
- 2000年（平成12年）7月28日 - 富山県内最初の開発型インターチェンジとして着工[11]。
- 2003年（平成15年）3月29日 - 供用開始[1][4][5][12]。
- 2024年（令和6年）12月5日 - 料金所がETC専用になる[13]。

## 道路
- E8 北陸自動車道（21-1番）
- 接続する道路：富山県道41号新湊平岡線[1]

## 料金所
- ブース数：5

### 入口
- ブース数：2
  - ETC専用：1
  - サポート：1

### 出口
- ブース数：3
  - ETC専用：1
  - サポート：2

## 周辺
- 西日本旅客鉄道（JR西日本）高山本線 西富山駅
- 富山大学附属病院
- 富山市ファミリーパーク
- 呉羽カントリークラブ
- 富山イノベーションパーク
- 太閤山ランド
- 富山西郵便局
- 富山ガラス工房

## 隣
E8 北陸自動車道
(21)小杉IC - 呉羽PA - (21-1)富山西IC - (22)富山IC